# 小行星8361
小行星8361（英語：8361）是一颗围绕太阳公转的小行星。1990年5月1日，A. N. Zytkow、M. J. Irwin在赛丁泉山发现了此天体。
这颗小行星的绝对星等为37.40832030987657等。